# Установка фракціонування у Антверпені
Установка фракціонування у Антверпені – підприємство бельгійської нафтохімічної промисловості, яке спеціалізується на роботі з фракцією С4.
Під час парового крекінгу традиційної для європейської нафтохімічної промисловості сировини – газового бензину – продукується велика кількість ненасичених вуглеводнів фракції С4. В більшості випадків піролізні виробництва Бенілюксу та Німеччини супроводжуються щонайменше власними лініями вилучення бутадієну, проте існує кілька підприємств, котрі не здійснюють діяльність у цій царині (наприклад, установка Benelux FAO у Антверпені або Shell у Весселінгу). В той же час, компанія Evonik володіє орієнтованими на роботу з компонентами фракції С4 спеціалізованими виробництвами у Марлі та Антверпені. 
Бельгійський майданчик Evonik станом другу половину 2000-х займався продукуванням метилтретинного бутилового етеру (МТВЕ, високооктанова паливна присадка), який отримують із метанолу та ізобутилену. Останній, в свою чергу, вилучають з raffinate-1 – залишку фракції С4 після відбору бутадієну. Потужність майданчику на 2009-й становила 270 тисяч тонн на рік та мала стійку тенденцію до зростання. Так, в 2013-му оголосили про наміри збільшити її на 75 тисяч тонн, а в 2015-му – на 150 тисяч тонн.
В той же час, розширювалась і номенклатура продукції. У 2010-му запустили виробництво ізобутилену високої чистоти, котрий отримують шляхом зворотньої декомпозиції МТВЕ. Потужність заводу становила 110 тисяч тонн на рік. В середині 2010-х на антверпенському майданчику Evonik стало можливими фракціонувати бутадієн в обсягах 100 тисяч тонн на рік. Нарешті, тоді ж оголосили про вибір цього міста для розміщення виробництва 1-бутену, котрий використовується як ко-полімер та отримується із raffinate-2 – залишку фракції С4 після вилучення ізобутилену. Річна потужність цього заводу також була визначена як 100 тисяч тонн.